# ホ155-II
ホ155-II/ホ一五五-IIは、大日本帝国陸軍の航空機関砲。資料が少なく、構造、性能、経緯、生産状況などに不明な部分が多い。

## 概要
重量約50kg、口径30mmの大口径機関砲である。弾種は徹甲弾、榴弾、炸裂弾マ301（マ三〇一）と演習弾（訓練弾）である代用弾を用いた。射撃時の反動は約1.5tに達した。
開発開始時期は昭和17年末であり、名古屋陸軍造兵廠が担当した。設計は昭和18年から開始された。試作砲は同工廠の指揮下にある熱田製造所が製造したとされる。この砲は昭和18年8月に完成し、昭和19年5月に審査された。機関砲の構造はブローニングの系列である。
GHQに提出された報告書では研究委託された会社名に中央工業研究所が現れる。この内容では、試作砲は昭和19年2月から昭和20年6月にかけて試験を行っている。機能試験の結果は尾栓のスライドガイドが強度不足であり、射撃すると破損したこと、装填不良、空薬莢の蹴り出しの不良などが見られた。これらの欠点は終戦まで除去されることはなかったと報告されている。
生産の経緯は戦局の悪化と陸軍上層部の方針の揺れから紆余曲折した。II型砲の量産は名古屋陸軍造兵廠の千種製造所で開始された。時期は昭和19年8月である。昭和19年10月、II型砲の生産を主とすることが決定されたが、この決定は12月には覆されている。同年中に798門が生産されたとされる。なお19年末に同砲はI型の生産を拡大するため、生産縮小となった。小倉陸軍造兵廠でもII型砲の生産を進めており、指揮下の糸山口製造所は19年8月に2門を製造、量産準備をすすめていたが終戦をむかえた。名古屋陸軍造兵廠の資料によると、昭和20年中のホ155の生産数（I、II型合計）は336門である。ホ155の最終的な生産数はI、II型合わせ1,200門程度であるが、資料により製造数は大きく異なる。
ホ155に使用された弾薬はI型・II型とも共用できた。従来の20mm機関砲と比べて弾薬が大型化しており、弾丸重量は235g、全備弾薬筒量は520gである。この砲の量産型は、キ84-I丙の主翼内に2門搭載が予定された。ほかにはキ200「秋水」、火龍に搭載予定であったとされる。

## 搭載機
- キ84-I丙